# NGC 181
NGC 181 ist eine linsenförmige Galaxie vom Hubble-Typ SB0-a im Sternbild Andromeda am Nordsternhimmel. Sie ist schätzungsweise 256 Millionen Lichtjahre von der Milchstraße entfernt und hat einen Durchmesser von etwa 50.000 Lichtjahren.

Im gleichen Himmelsareal liegen die Galaxien NGC 183 und NGC 184. 
Das Objekt wurde am 6. Oktober 1883 von dem französischen Astronomen Édouard Stephan entdeckt.